# Luc Steins
Luc Steins (Voerendaal, 22 marzo 1995) è un pallamanista olandese, terzino del Paris-Saint Germain e della nazionale maschile di pallamano dei Paesi Bassi.

## Biografia
Suo fratello maggiore, Ivo Steins (1992), è anch'esso giocatore di pallamano per i Limburg Lions; insieme hanno partecipato ad Euro20 ed Euro22 con la nazionale maggiore olandese.

## Palmares
- Eredivisie:

Limburg Lions: 2014-15, 2015-16
- Coppa dei Paesi Bassi: 1

Limburg Lions: 2014-15, 2015-16
- Division 1: 3

PSG: 2021-22, 2022-23, 2023-24
- Coppa di Francia: 1

PSG: 2021-22
- Supercoppa di Francia: 1

PSG: 2023

### Individuale
- LNH Division 1:

MVP 2020-21, 2021-22, 2022-23
miglior centrale 2020-21, 2021-22, 2022-23
- Campionato europeo maschile di pallamano 2022: miglior centrale